# ريم العيساوي
ريم العيساوي، كاتبة وناقدة وشاعرة من تونس.

## التعليم
حصلت الكاتبة على عدة شهادات وهي:
- شهادة الأساتذة المساعدين - دار المعلمين العليا- تونس 1971م.[2]
- الليسانس في الأدب العربي – جامعة تونس- تونس 1986م.[3]
- شهادة الكفاءة في البحث - جامعة تونس - تونس 1991م.[4]
- شهادة الارتقاء إلى رتبة مدرسة أولى: الوزارة - تونس-1991م.[5]

## المناصب
- عضو اتحاد كتاب وأدباء العرب.[3]
- عضو اتحاد كتاب وأدباء تونس.[6]
- عضو اتحاد كتاب و أدباء الإمارات.[6]
- عضو رابطة أديبات الإمارات.[3]
- عضو في عديد المنتديات الالكترونية.[7]
- منسقة برامج رابطة أديبات الإمارات.[7]
- سكرتيرة تحرير مجلة أشرعة، رابطة الأديبات.[7]

## المؤلفات
- ديوان شعر (الشاعر وملصقات المدينة) عن وزارة الثقافة وتنمية المجتمع بالإمارات - 2009م.[8]
- مجموعة قصصية «لماذا تموت العصافير»، تونس، 1988م.[7]
- رواية «عندما تستيقظ الذاكرة - على صرخة أبو غريب».[1]
- ديوان شعر «الكل هباء لولاك يا وطني»، تونس 2019م.[9]

- ديوان شعر «ازرعني في حقول الرّيح» تحت الطبع.[1]

## البحوث التربوية
- «الأهداف التربوية وأثرها في عملية التعلم» - 1997م.[4]
- «ديمقراطية التربية» - 1998م.[2]
- «ديناميكية المجموعات في المناهج الحديثة» - 1998م.[7]

## نقد
- نقد الذات لسيرة فدوى طوقان، يتناول الكتاب ترجمة ذاتية للشاعرة الفلسطينية فدوى طوقان، وترجمتها لقضايا الأنثى وعلاقتها بأفراد أسرتها، وعلاقتها الاجتماعية، وترجمتها للحياة السياسية والثورة الفلسطينية.[10][11]
- يحيى حقي مبدعا وناقدا «كتاب مخطوط».[3]
- الصورة وتشكيلها في الشعر ـ الدائرة الثقافية ط ـ دائرة الثقافة والإعلام 2008م.[12]
- مضامين القصيدة وأساليبها في شعر عبدالله البردوني «كتاب مخطوط».[3]
- الشعرية في الرواية العربية «كتاب مخطوط».[3]
- انعكاسات المرآة في سرد الذات.[13][14]
- قراءات في السّرد الرّوائي العربي (مخطوط).
- المنزلة الإنسانيّة والبعد الوجوديّ في رواية «ثلاثية الحبّ والتراب والماء» لعلي أبو الريش (مخطوط).
- الشّعريّة في الرّواية الإماراتيّة (مخطوط).
- كتاب الرمز والدلالة في القصة والرواية الإماراتية - طبعة أولى 2007م.[15]
- مقالات كثيرة في عديد من الدوريّات العربيّة.
- مشاركات في عديد من المؤتمرات الأدبيّة والفكريّة في أكثر من دولة عربيّة.[1]

## قصص الأطفال
- مغامرات حسام.[2]
- العمة سعادة.[2]
- ابن سينا.[16]
- حديث المراصد.
- الأميرة ضفدعة.
- شيهان وحلزون الماء.[17]
- الخرفان الملائكة.
- الأخوان.
- حميد وسعيد.
- حفل زفاف النحل.[3]

## الترجمة
- كتاب أصول أسماء المواقع التاريخية بالإمارات –لمحمّد أحمد عبيد- 2009م - وزارة الثقافة والشباب وتنمية المجتمع – الإمارات العربية المتحدة.[1]
- إعداد مجموعة شعريّة مترجمة إلى الفرنسيّة لشاعرات إماراتيات (ت د مولدي فروج) عن وزارة الثقافة وتنمية المجتمع – 2008م.[1]
- إعداد مجموعة قصصية لقاصّات إماراتيّات مترجمة إلى الفرنسيّة (ت د مولدي فروج - وأ-إبراهيم الدّرغوثي) - وزارة الثّقافة وتنمية المجتمع – 2009م.[1]
- إعداد مجموعة قصصيّة لمبدعات ناشئات – وزارة الثقافة وتنمية المجتمع -2008م.[18]

## الجوائز
- جائزة اتحاد الكتاب التونسيين، القصة القصيرة، 1988م.[18]
- جائزة اتحاد الكتاب التونسيين، القصة القصيرة، 1999م.
- جائزة تشجيعية في الدراسات الأدبية - دائرة الثقافة والإعلام - الشارقة، عن دراسة لرواية «قنديل أم هاشم» ليحيى حقي 1997م.[4]
- جائزة الدراسات الأدبية ـ عن أندية الفتيات بالشارقة ـ عن كتاب «نقد الذات نقد السيرة» في رحلة جبلية صعبة، لفدوى طوقان 1998م.
- جائزة الدراسات المسرحية عن دارسة «ظاهرة العنوسة» في المسرح الإماراتي 2007م.
- جائزة الدراسات المسرحية عن دراسة «استلهام الأسطورة» في المسرح الإماراتي 2009م.[3]
- جائزة أفضل كتاب إماراتي في الدراسات في مسابقة معرض الشارقة الدولي الدورة الثلاثون، عن كتاب «انعكاسات المرآة في سرد الذات» للدكتور الشيخ سلطان بن محمد القاسمي، 2011م.[19]